# セルヴァ・ディ・プローニョ
セルヴァ・ディ・プローニョ（イタリア語: Selva di Progno）は、イタリア共和国ヴェネト州ヴェローナ県にある、人口約900人の基礎自治体（コムーネ）。

## 地理

### 位置・広がり

#### 隣接コムーネ
隣接するコムーネは以下の通り。括弧内のTNはトレント自治県、VIはヴィチェンツァ県所属を示す。
- アーラ (TN)
- バディーア・カラヴェーナ
- ボスコ・キエザヌオーヴァ
- クレスパドーロ (VI)
- レコアーロ・テルメ (VI)
- ロヴェレー・ヴェロネーゼ
- ヴェーロ・ヴェロネーゼ
- ヴェステナノーヴァ

### 気候分類・地震分類
気候分類では、zona F, 3221 GGに分類される。
また、イタリアの地震リスク階級 (it) では、zona 2 (sismicità media) に分類される。

## 行政

### 分離集落
セルヴァ・ディ・プローニョには、以下の分離集落（フラツィオーネ）がある。
- Campofontana, Giazza, San Bartolomeo delle Montagne